# Săulești
Săulești – wieś w Rumunii, w okręgu Gorj, w gminie Săulești. W 2011 roku liczyła 898 mieszkańców.